# تپه گورستان نوآباد
تپه قبرستان نو آباد مربوط به دوران‌های تاریخی پس از اسلام است و در شهرستان کبودر آهنگ، بخش مرکزی، روستای نو آباد واقع شده و این اثر در تاریخ ۱۰ دی ۱۳۸۱ با شمارهٔ ثبت ۷۰۱۹ به‌عنوان یکی از آثار ملی ایران به ثبت رسیده است.